# Tréflévénez
Tréflévénez [tʁeflevenɛz] est une commune du département du Finistère, dans la région Bretagne, en France.

## Géographie
Tréflévénez est une commune située dans le centre-nord du département du Finistère, à l'ouest des Monts d'Arrée. Bordée au sud par le petit fleuve côtier la Mignonne, son finage est très vallonné, les altitudes s'échelonnant entre 163 mètres (au nord du bourg, à l'est du hameau d'Elléouet) et 36 mètres au sud-ouest du finage communal, dans la partie aval de la vallée de la Mignonne ; le bourg est vers 150 mètres d'altitude.

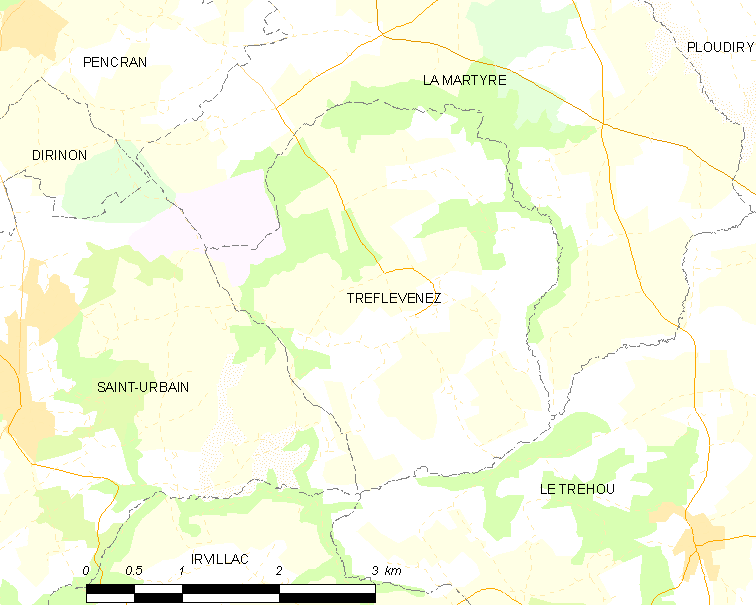
Carte de la commune de Tréflévénez.

| La Martyre   | La Martyre  | La Martyre |
| Saint-Urbain | Tréflénévez | La Martyre |
| Irvillac     |             | Le Tréhou  |

Le terroir de Tréflévénez est bocager et l'habitat est dispersé en de nombreux écarts formés de hameaux et fermes isolées.
Proche de Landerneau, la commune a vu ces dernières décennies des lotissements se construire au sud du bourg.

### Hydrographie
Pour un article plus général, voir Réseau hydrographique du Finistère.
La commune est située dans le bassin Loire-Bretagne. Elle est drainée par la Mignonne, la Boissière et divers autres petits cours d'eau,.
La Mignonne, d'une longueur de 19 km, prend sa source dans la commune de Saint-Eloy et se jette  dans la Mer Celtique  à Daoulas, après avoir traversé six communes.  Les caractéristiques hydrologiques de la Mignonne sont données par la station hydrologique située sur la commune d'Irvillac. Le débit moyen mensuel est de 1,49 m3/s. Le débit moyen journalier maximum est de 28,3 m3/s, atteint lors de la crue du 26 janvier 1995. Le débit instantané maximal est quant à lui de 57,7 m3/s, atteint le 23 novembre 2012.

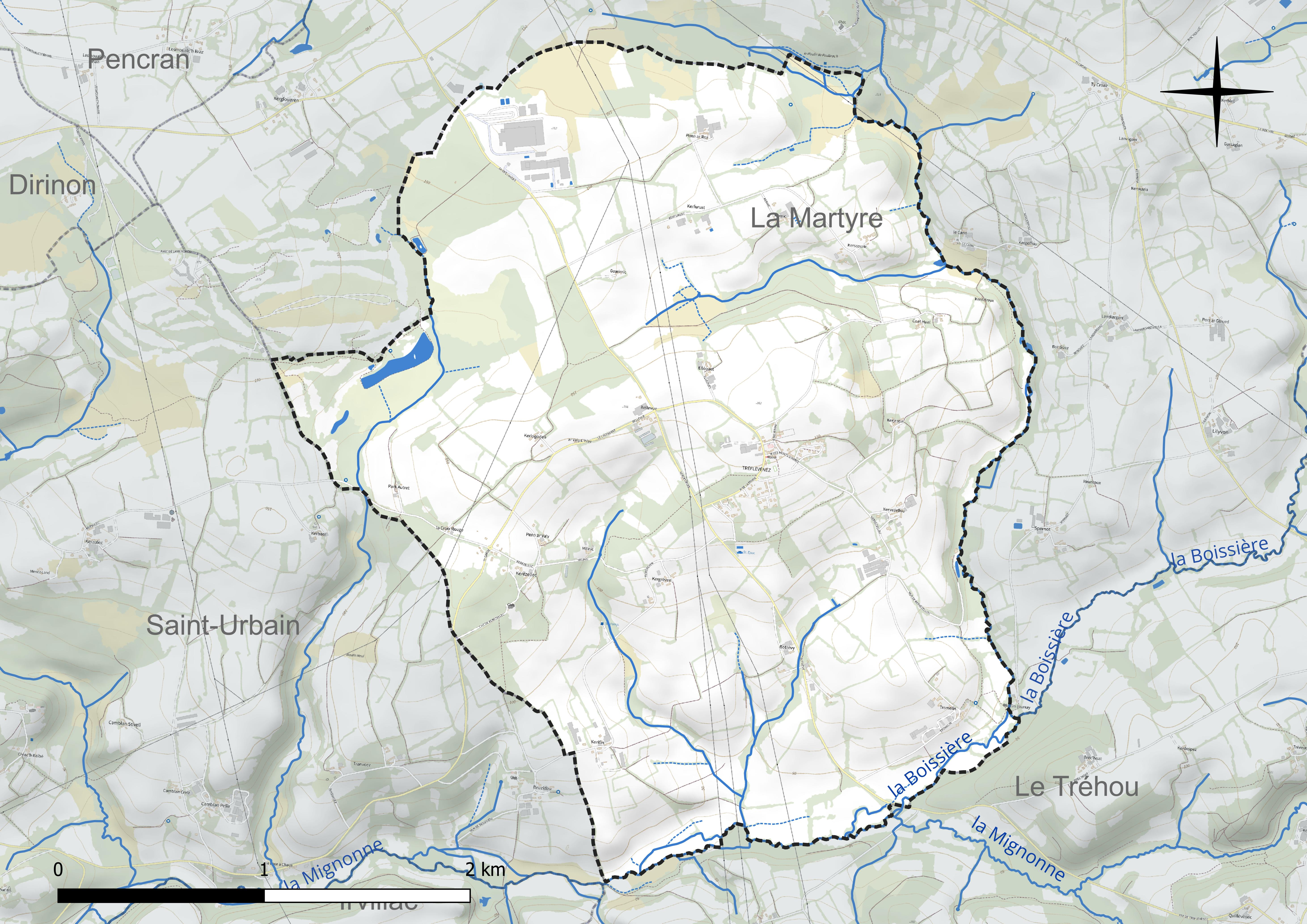
Réseau hydrographique de Tréflévénez.

### Climat
Pour des articles plus généraux, voir Climat de la Bretagne et Climat du Finistère.
En 2010, le climat de la commune est de type climat océanique franc, selon une étude du CNRS s'appuyant sur une série de données couvrant la période 1971-2000. En 2020, Météo-France publie une typologie des climats de la France métropolitaine dans laquelle la commune est exposée à un climat océanique et est dans la région climatique  Finistère nord, caractérisée par une pluviométrie élevée, des températures douces en hiver (6 °C), fraîches en été et des vents forts. Parallèlement l'observatoire de l'environnement en Bretagne publie en 2020 un zonage climatique de la région Bretagne, s'appuyant sur des données de Météo-France de 2009. La commune est, selon ce zonage, dans la zone « Monts d'Arrée », avec des hivers froids, peu de chaleurs et de fortes pluies.  
Pour la période 1971-2000, la température annuelle moyenne est de 11,1 °C, avec  une amplitude thermique annuelle de 10,8 °C. Le cumul annuel moyen de précipitations est de 1 169 mm, avec 16,1 jours de précipitations en janvier et 8,8 jours en juillet. Pour la période 1991-2020, la température moyenne annuelle observée sur la station météorologique la plus proche, située sur la commune de Sizun à 7 km à vol d'oiseau, est de 11,2 °C et le cumul annuel moyen de précipitations est de 1 345,3 mm,. Pour l'avenir, les paramètres climatiques de la commune estimés pour 2050 selon différents scénarios d'émission de gaz à effet de serre sont consultables sur un site dédié publié par Météo-France en novembre 2022.

## Urbanisme

### Typologie
Au 1er janvier 2024, Tréflévénez est catégorisée commune rurale à habitat très dispersé, selon la nouvelle grille communale de densité à 7 niveaux définie par l'Insee en 2022.
Elle est située hors unité urbaine et hors attraction des villes,.

### Occupation des sols
L'occupation des sols de la commune, telle qu'elle ressort de la base de données européenne d'occupation biophysique des sols Corine Land Cover (CLC), est marquée par l'importance des territoires agricoles (79,1 % en 2018), une proportion identique à celle de 1990 (79,1 %). La répartition détaillée en 2018 est la suivante : 
terres arables (41,1 %), zones agricoles hétérogènes (32,4 %), forêts (11,5 %), milieux à végétation arbustive et/ou herbacée (7,7 %), prairies (5,7 %), espaces verts artificialisés, non agricoles (1,7 %). L'évolution de l'occupation des sols de la commune et de ses infrastructures peut être observée sur les différentes représentations cartographiques du territoire : la carte de Cassini (XVIIIe siècle), la carte d'état-major (1820-1866) et les cartes ou photos aériennes de l'IGN pour la période actuelle (1950 à aujourd'hui).

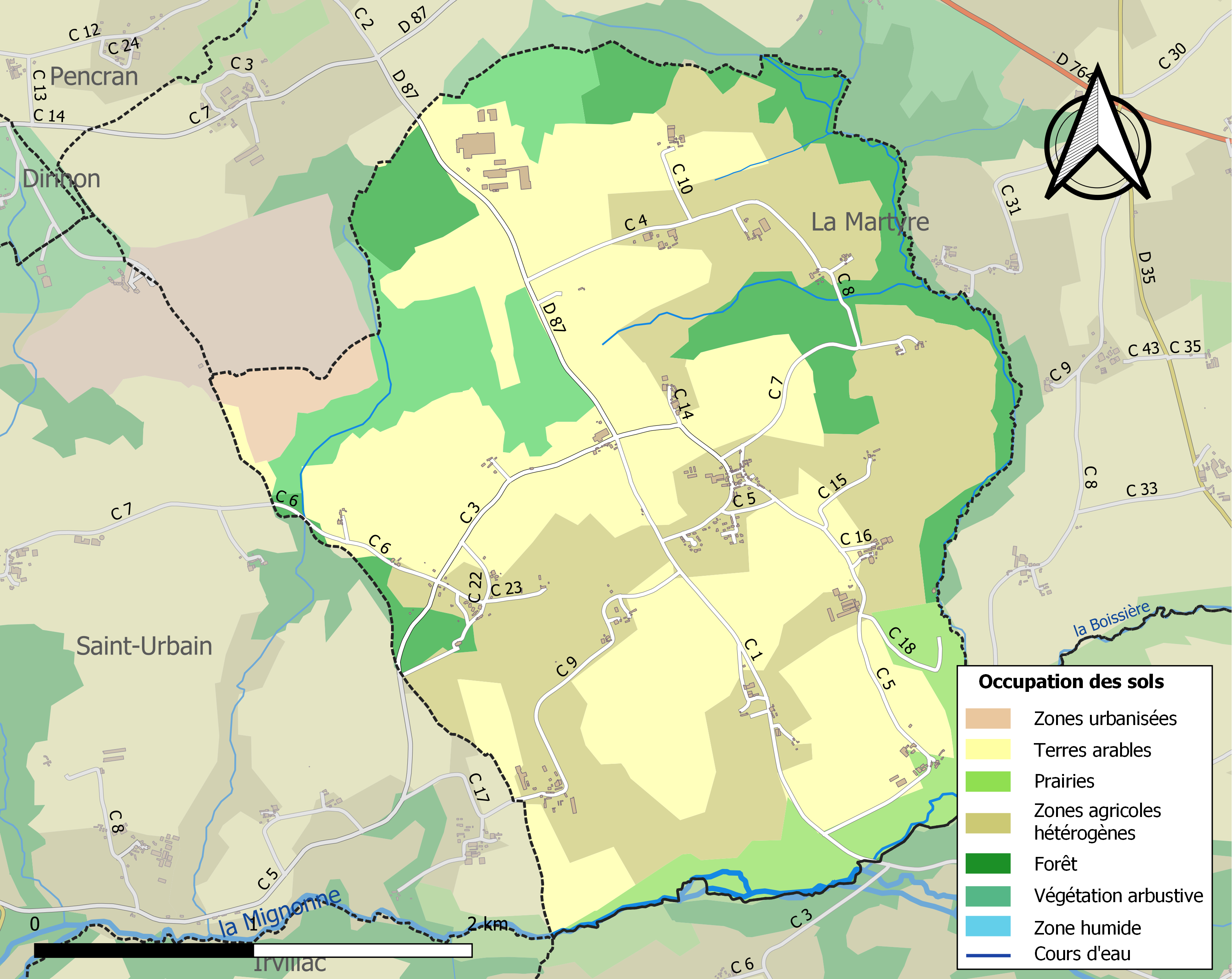
Carte des infrastructures et de l'occupation des sols de la commune en 2018 (CLC).

## Toponymie
Attesté sous la forme Trelevenez en 1394 et 1630.
Ce toponyme dérive de Tref- désignant une trève ou entité administrative bretonne et -levenez, qui signifie en breton "village de la Joie") faisant probablement à "Montjoie" » (un panneau de bois peint exposé dans l'église Saint-Pierre évoque une scène de rachat de prisonniers aux Turcs), laissant penser que le nom remonterait aux Croisades. Une autre hypothèse, moins probable, serait que le nom fasse référence à sainte Levenez, épouse du comte Romélius et mère de saint Gwenaël, qui vécut au VIe siècle.
Trelevenez en breton.

## Histoire
Tréflévénez provient du démembrement de la paroisse de l'Armorique primitive de Ploudiry.
Tréflévénez était une trève du Tréhou, faisait partie de l'archidiaconé de Léon relevant de l'évêché de Léon et était sous le vocable de Saint-Pierre.

### DuXVIesiècleauXVIIIesiècle

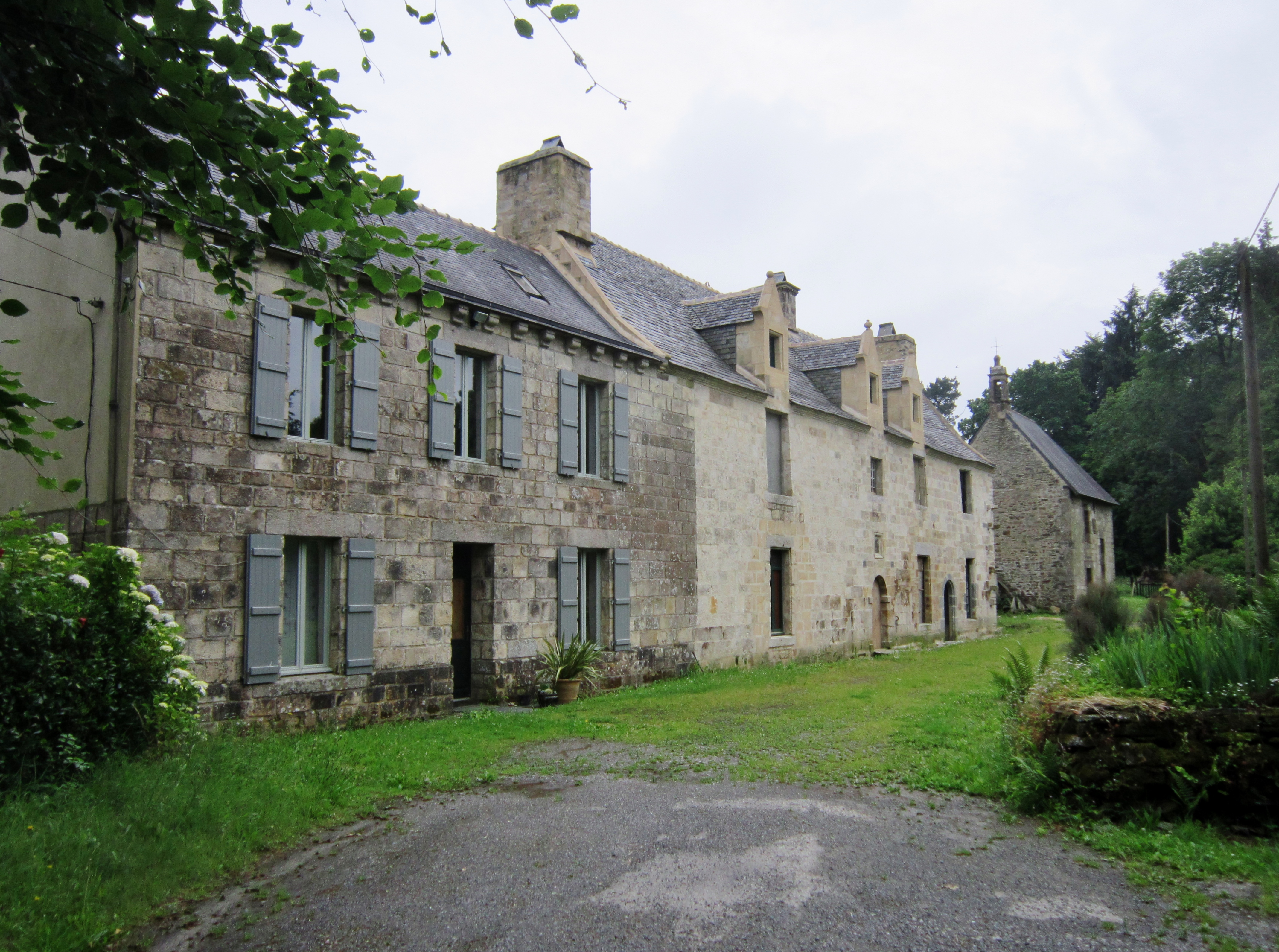
Le Maner Coz ("vieux manoir") de Kerézellec et, à l'arrière-plan sa chapelle.

Tréflévénez était au XVIIIe siècle au cœur de la zone toilière du Léon consacrée à la culture et à la transformation du lin et du chanvre : 17 kanndi y ont été dénombrés à ce jour ; selon les inventaires après décès la fréquence des métiers à tisser y était de 120 pour 100 inventaires, même si le lin n'y était apparemment assez peu cultivé et devait être souvent acheté ailleurs. Parmi les paysans-marchands, Olivier Le Roux, de Tromelin, dont la fortune s'élève lors de son décès en 1728 à 23 738 livres dont 77 % sont constituées par des produits textiles, des toiles de lin principalement, selon son inventaire après décès.
Le manoir de Kerézellec est jusqu'en 1772 la propriété de la famille Huon de Kerézellec dont le membre le plus connu fut le chevalier Allain Huon de Kerézellec (1606-1676), époux de Louise de Kerret. Par un mariage célébré le 12 octobre 1772, à Saint-Pol-de-Léon, Jean de L'Estang du Rusquec épouse Marie Gabrielle Huon de Lesguern et Kerézellec, et le château passe aux mains de la famille de L'Estang du Rusquec, originaire de Plouvorn.La chapelle domestique du manoir, construite, ou peut-être reconstruite, en 1645, se voit accorder les indulgences d'une confrérie du Sacré-Cœur en 1757.

### La Révolution française
Les deux députés représentant les paroisses et trèves de Le Tréhou, Tréflévenez et Trévéreur lors de la rédaction du cahier de doléances de la sénéchaussée de Lesneven le 1er avril 1789 étaient Yves Macquerle et François Touruellec.
Jean de l'Estang du Rusquec émigre à Cologne où il est assassiné le 12 juillet 1792.

### LeXIXesiècle
Lors du Concordat de 1801, Tréflévénez est érigée en paroisse indépendante du Tréhou.
A. Marteville et P. Varin, continuateurs d'Ogée, décrivent ainsi Tréflévénez en 1853 :

« Trefflévénez ; commune formée de l'ancienne trève du Tréhou. (...). Principaux villages : Pennanros, Kersconrric, Keridreux, Kervézellou, Bostézy, Tromelin, Kerivin, Kerézellec. Superficie totale : 963 ha, dont (...) terres labourables 375 ha, prés et pâtures 70 ha, bois 75 ha, vergers et jardins 16 ha, canaux et étangs 16 ha, landes et incultes 355 ha (...). Moulin : 1 ( de Keridreux, à eau). Géologie : grès à l'ouest. On parle le breton. »

Plusieurs membres de la famille de L'Estang du Rusquec furent maire de Tréflévénez durant le XIXe siècle et les premières décennies du XXe siècle. François-Louis de L'Estang du Rusquec (1818-1902), petit-fils de Jean de L'Estang du Rusquec, fut longtemps aussi conseiller général du Finistère, et son fils Hilarion de L'Estang du Rusquec (1848-1907), qui fut zouave pontifical, lui succéda.

### LeXXesiècle

#### La Belle Époque

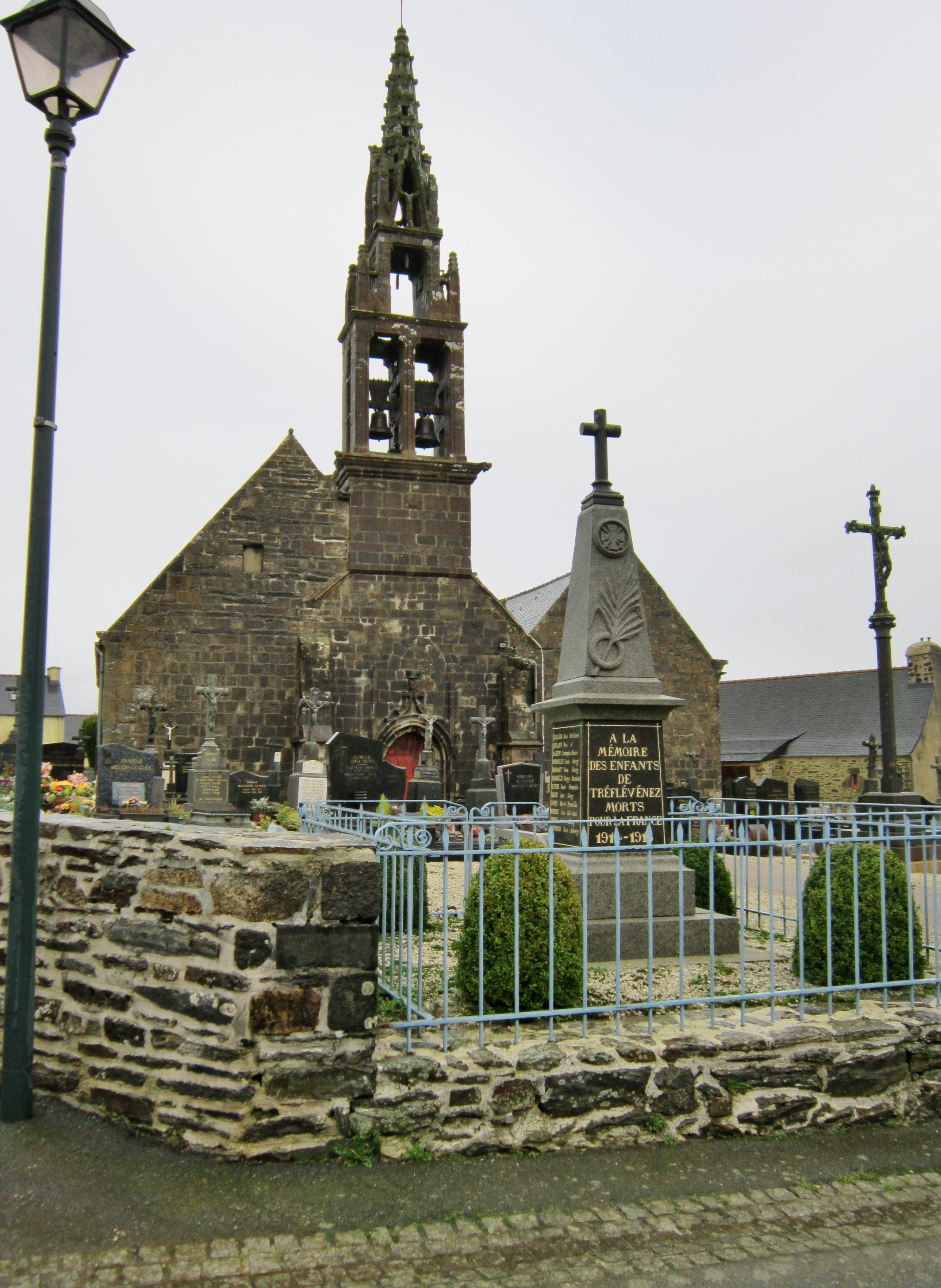
Le monument aux morts et l'église paroissiale Saint-Pierre.

Des petits gisements de kaolin furent exploités avant la Première Guerre mondiale à Tréflévénez, Irvillac et Daoulas pour le compte d'une usine de sulfate d'alumine située à Landerneau afin de fabriquer de la porcelaine.
En réponse à une enquête épiscopale organisée en 1902 par Mgr Dubillard, évêque de Quimper et de Léon en raison de la politique alors menée par le gouvernement d'Émile Combes contre l'utilisation du breton par les membres du clergé, le recteur de Tréflévénez écrit : « Trois personnes seulement, l'instituteur, sa femme et l'institutrice, sont à même, en dehors de la famille de M. le maire, de suivre avec fruit des instructions [religieuses] faites en français ».
Le 9 janvier 1903, Madec, curé de Tréflévénez, fait partie des 31 prêtres du diocèse de Quimper dont les traitements sont retenus par décision du gouvernement Combes « tant qu'ils ne feront pas emploi de la langue française dans leurs instructions et l'enseignement du catéchisme » car ils utilisaient le breton.

#### La Première Guerre mondiale
Le monument aux morts de Tréflévénez porte les noms de 25 soldats morts pour la France pendant la Première Guerre mondiale. Une fratrie locale, les de l'Estang du Rusquec, perdit 5 de ses membres (Adrien, Charles, Jacques, Julien et René de L'Estang du Rusquec), tués au front ou morts pendant la Première Guerre mondiale. Seule une autre fratrie française, les frères Ruellan de Paramé (aujourd'hui Saint-Malo, en Ille-et-Vilaine) en perdit plus (6). Deux autres familles - Les Jardot, d'Evette-Salbert (Territoire de Belfort) et les Falcon de Longevialle des Côtes-d'Arey (Isère) - perdirent également 5 de leurs membres.
Tous les autres soldats morts pendant la Première Guerre mondiale et originaires de Tréflévénez sont morts sur le sol français, à l'exception de Louis Orcil, marsouin au 2e régiment d'infanterie coloniale, tué à l'ennemi le 22 août 1914 à Rossignol (Belgique).

#### La Seconde Guerre mondiale
Le monument aux morts de Tréflévénez porte les noms de 3 personnes (Pierre Bideau, résistant mort lors des combats d'Irvillac le 16 août 1944, Jean Roignant et Jean Salaun) mortes pour la France pendant la Seconde Guerre mondiale.

## Images d'antan

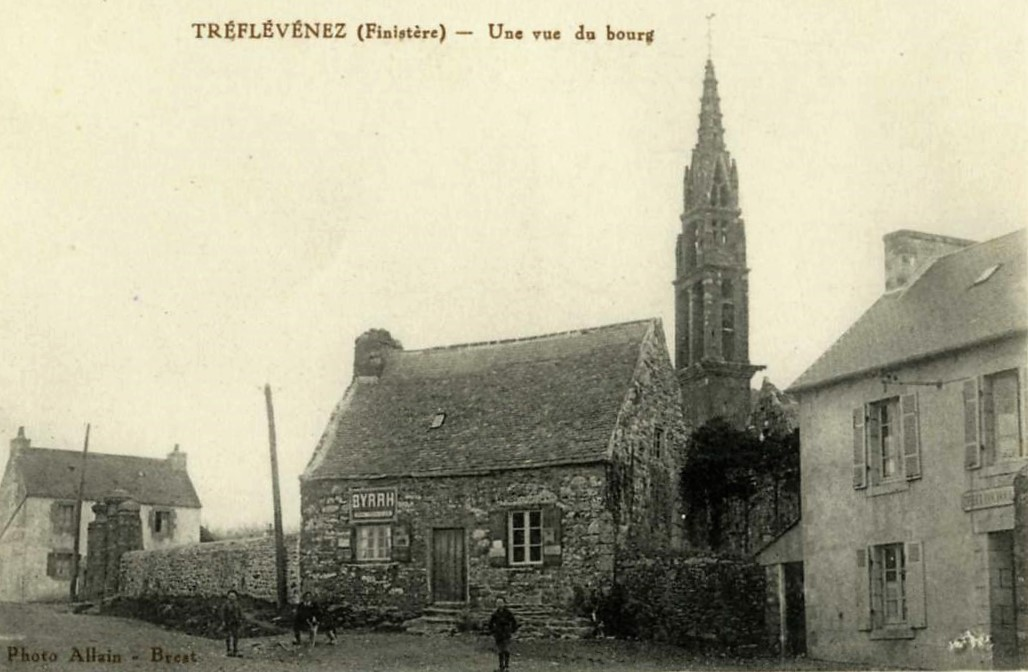
Vue de la rue de la mairie au début du XXe siècle.
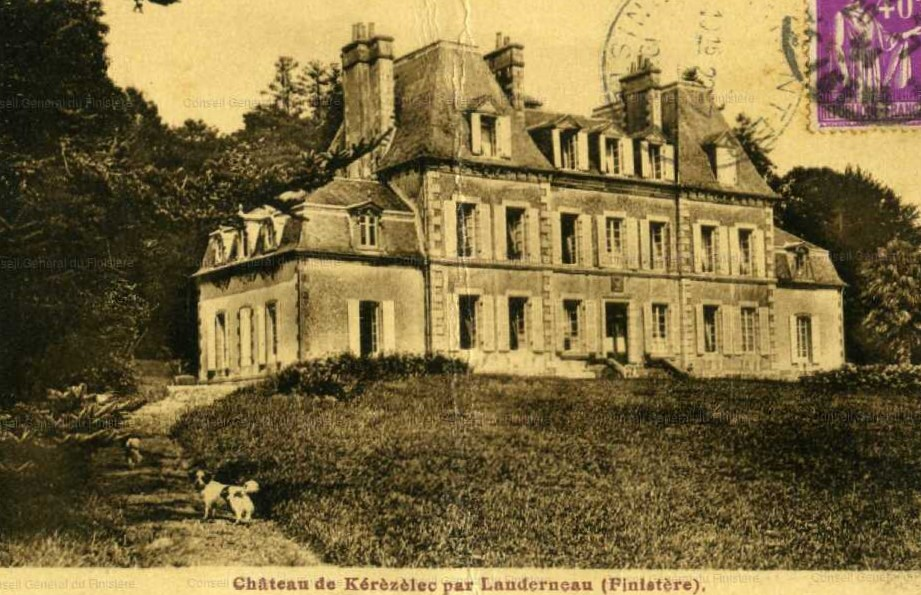
Château de Kérèzèlec.
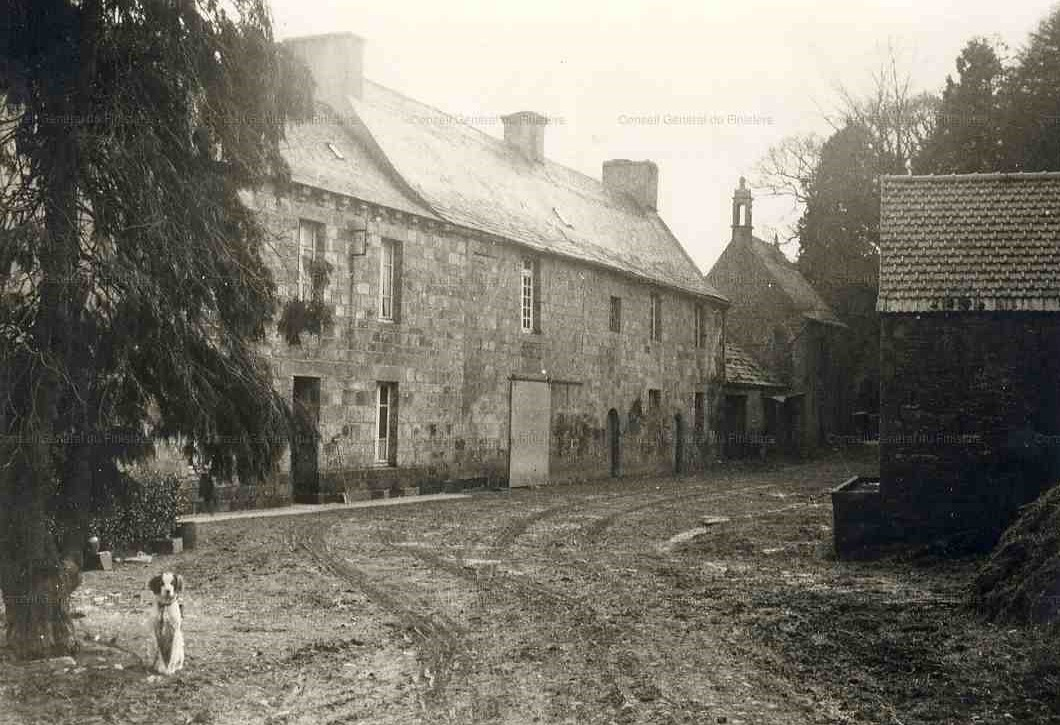
Manoir et chapelle de Kérèzèlec.

## Politique et administration

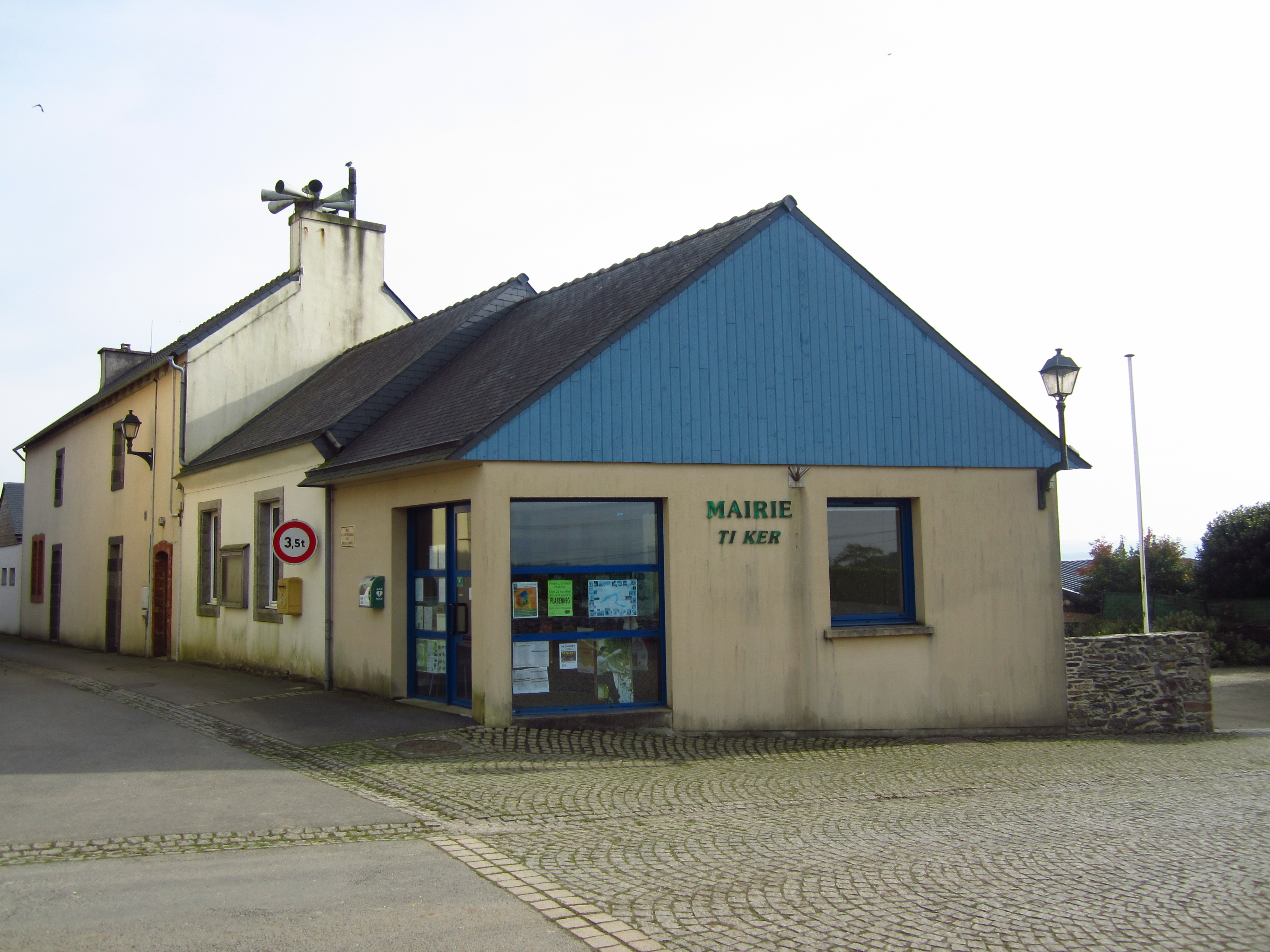
La mairie de Tréflévénez.

| Période                                  | Période  | Identité                        | Étiquette   | Qualité |
| ---------------------------------------- | -------- | ------------------------------- | ----------- | --- |
| 1794                                     | 1802     | Yves Abgrall                    |             | Cultivateur |
| 1802                                     | 1806     | Joseph Cloarec                  |             | |
| 1806                                     | 1807     | Yves Abgrall                    |             | Déjà maire entre 1794 et 1802 |
| 1807                                     | 1826     | Louis de L'Estang du Rusquec    |             | Déjà maire entre 1794 et 1802 |
| 1826                                     | 1830     | Jean de L'Estang du Rusquec     |             | Frère de Louis de L'Estang du Rusquec, maire précédent.                                                                                                  |
| 1830                                     | 1837     | Nicolas Le Bras                 |             | Cultivateur |
| 1837                                     | 1846     | Nicolas Bouroullec              |             | Cultivateur |
| 1846                                     | 1852     | Louis de L'Estang du Rusquec    |             | Déjà maire entre 1807 et 1826 |
| 1852                                     | 1870     | Nicolas Bouroullec              |             | Déjà maire entre 1837 et 1846 |
| 1870                                     | 1896     | François de L'Estang du Rusquec | Légit.      | Conseiller général du canton de Ploudiry (1871-1897). Fils de Jean de L'Estang du Rusquec, maire entre 1826 et 1830                                      |
| 1896                                     | 1907     | Hilarion de L'Estang du Rusquec | Légit.      | Conseiller général du canton de Ploudiry (1897-1901). Ancien officier des zouaves pontificaux. Fils de François de L'Estang du Rusquec, maire précédent. |
| 1907                                     | 1917     | René de L'Estang du Rusquec     |             | Avocat. Fils d'Hilarion de l'Estang du Rusquec, maire précédent                                                                                          |
| 1917                                     | 1925     | Charles Crenn                   |             | |
| 1925                                     | 1925     | Charles de L'Estang du Rusquec  |             | |
| 1925                                     | 1937     | Jean Bouroullec                 |             | |
| 1937                                     | 1945     | Charles Crenn                   |             | Déjà maire entre 1917 et 1925 |
| 1945                                     | 1965     | Louis Guéguen                   | SFIO→Cent.G | |
| 1965                                     | 1971     | Henri Denniel                   |             | |
| 1971                                     | 1973     | Louis Guéguen                   | Cent.G      | |
| 1973                                     | 2001     | Joseph Le Bras                  | DVD         | |
| 2001                                     | 2014     | Anne-Marie Emily                | App.UMP     | |
| 2014                                     | En cours | Georges Philippe                | DVD         | |
| Les données manquantes sont à compléter. |          |                                 |             | |

## Démographie
| 1793 | 1800 | 1806 | 1821 | 1831 | 1836 | 1841 | 1846 | 1851 |
| ---- | ---- | ---- | ---- | ---- | ---- | ---- | ---- | ---- |
| 386  | 684  | 485  | 526  | 468  | 495  | 499  | 531  | 507  |

| 1856 | 1861 | 1866 | 1872 | 1876 | 1881 | 1886 | 1891 | 1896 |
| ---- | ---- | ---- | ---- | ---- | ---- | ---- | ---- | ---- |
| 505  | 475  | 497  | 480  | 498  | 508  | 512  | 510  | 484  |

| 1901 | 1906 | 1911 | 1921 | 1926 | 1931 | 1936 | 1946 | 1954 |
| ---- | ---- | ---- | ---- | ---- | ---- | ---- | ---- | ---- |
| 472  | 488  | 460  | 407  | 407  | 385  | 324  | 350  | 274  |

| 1962 | 1968 | 1975 | 1982 | 1990 | 1999 | 2004 | 2006 | 2009 |
| ---- | ---- | ---- | ---- | ---- | ---- | ---- | ---- | ---- |
| 235  | 187  | 178  | 206  | 252  | 221  | 278  | 284  | 285  |

| 2014 | 2019 | 2022 | - | - | - | - | - | - |
| ---- | ---- | ---- | - | - | - | - | - | - |
| 252  | 242  | 247  | - | - | - | - | - | - |

## Économie
- L'entreprise Rolland[35], installée zone artisanale des Landes, construit des véhicules agricoles. Créée en 1946 dans la commune voisine de Pencran par Joseph Rolland, l'entreprise fabrique depuis plus de 60 ans des remorques agricoles, mais aussi des bétaillères, des épandeurs, des plateaux fourragers. L'entreprise continua de se développer sous la direction de Jean-Yves Émily et désormais de Béatrice Le Gall, la présidente directrice-générale depuis 2006, et de Myriam Leret, la directrice achats, toutes deux petites-filles du fondateur.

L'entreprise, qui emploie en 2012 près de 200 personnes, reste no 1 du marché des véhicules agricoles en France avec 14 % des parts de marché, avec un chiffre d'affaires de 26 millions d'euros en 2010 et de 32 millions d'euros en 2011. L'entreprise s'appuie sur un réseau de plus de 300 concessionnaires, y compris à l'étranger (Grande-Bretagne, Benelux, Suède, Canada...) où est exporté environ le quart de la production. L'entreprise s'efforce d'innover sans cesse grâce à un département « recherche et développement » très actif, avec par exemple la mise au point de la nouvelle gamme de bennes Rollspeed, équipée de roues indépendantes et de suspension hydraulique.

## Langue bretonne
L'adhésion à la charte Ya d'ar brezhoneg a été votée par le Conseil municipal le 12 novembre 2014.
Le centre Minihi Levenez, créé en 1984, voulu par le diocèse et dirigé pendant près de quarante ans par le Père Job an Irien, assure une présence chrétienne en langue bretonne dans le diocèce (messe, pèlerinage, revue, maison d'édition).
L'association Emglev An Tiegezhioù, association de familles bretonnantes d'inspiration catholique et nationaliste bretonne, y a aussi son siège.

## Monuments
- L'église paroissiale Saint-Pierre date dans son état actuel des XVe et XVIe siècles ; son chevet est de style Beaumanoir ; l'église a été restaurée à partir de 1987 ; à l'intérieur se trouvent plusieurs retables et tableaux peints dont une peinture murale représentant le Christ en croix entouré des instruments de la Passion, les personnages étant habillés en costumes de l'époque de Louis XIII[37]. L'église comprend une nef de six travées avec bas-côtés et un chœur à chevet polygonal avec sacristie en saillie datant de 1715[20].

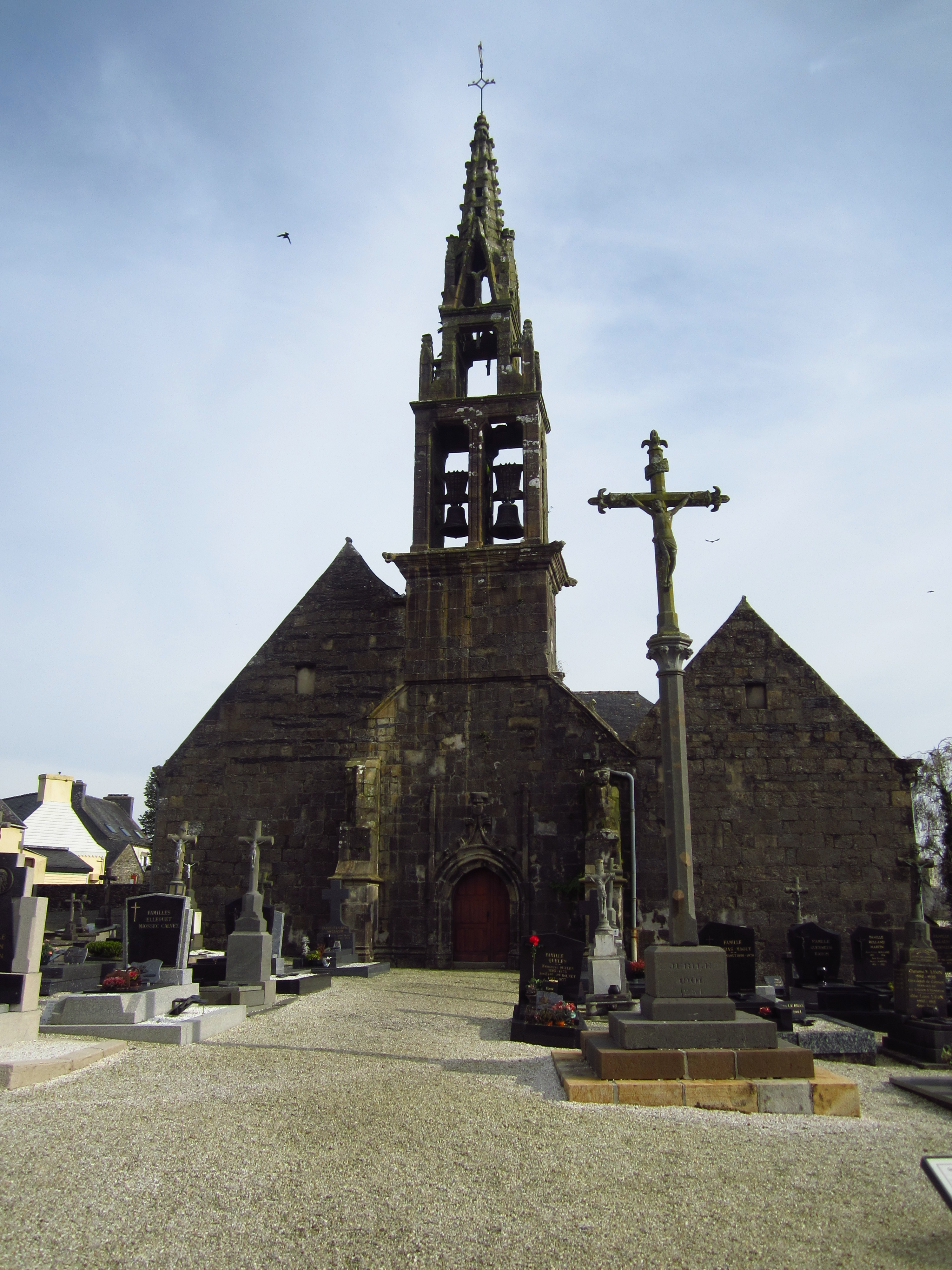
L'église paroissiale Saint-Pierre, vue extérieure d'ensemble.
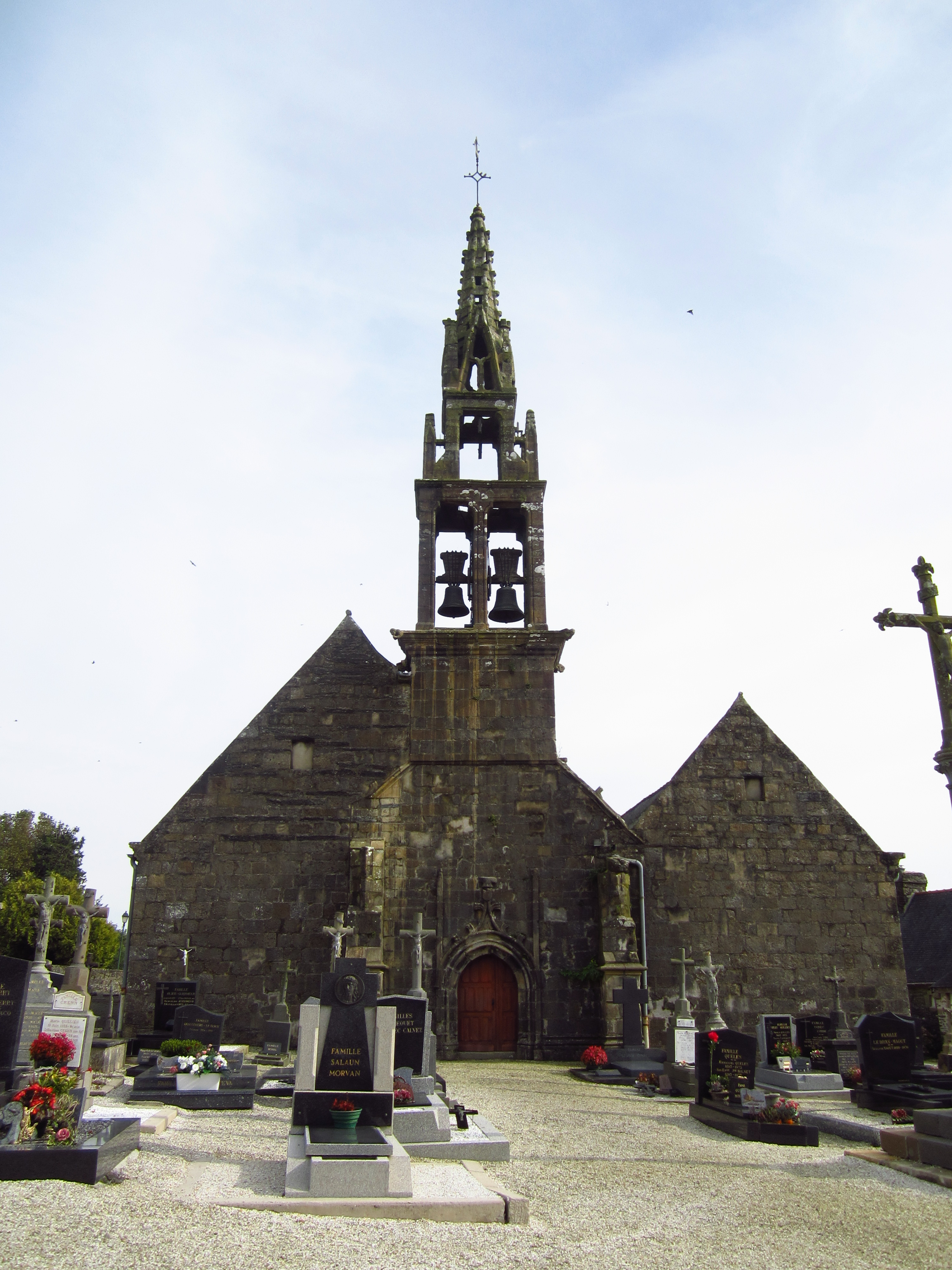
L'église paroissiale Saint-Pierre, façade occidentale.
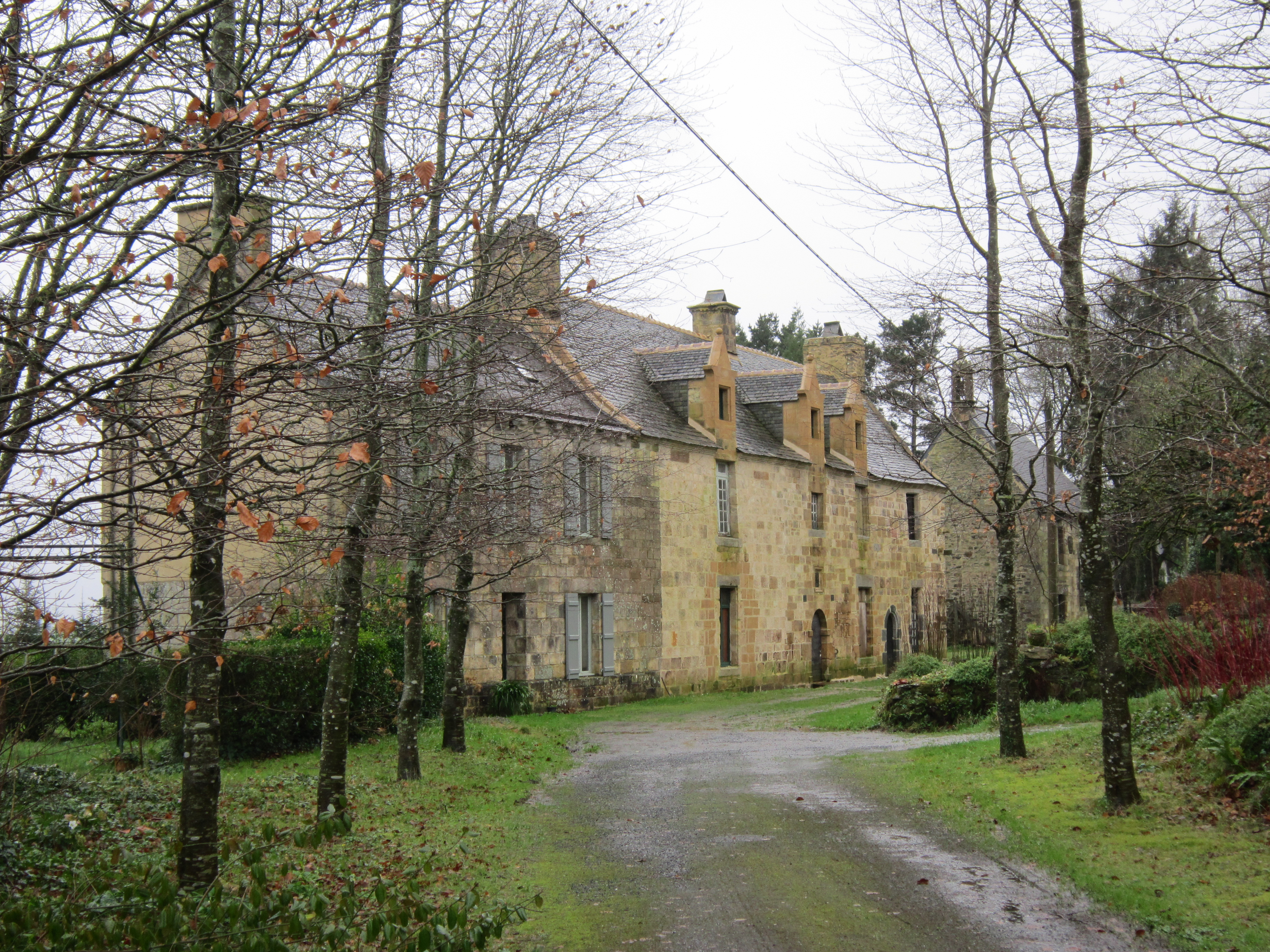
Le Maner Coz (« vieux manoir ») de Kerézellec et, à l'arrière-plan, sa chapelle.

- Le « Maner coz » de Kerézellec : la chapelle, qui avait subi les outrages du temps et dont la charpente avait été en bonne partie emportée par l'ouragan de 1987, a été restaurée depuis[23]. Le manoir est construit en moellons associant du microgranite jaunâtre de Logonna avec un microgranite de provenance locale, l'encadrement de la porte étant en kersanton. « L'utilisation de ces trois roches confère à la façade du manoir un aspect des plus singuliers »[38].